# 谢赫·哈西娜
谢赫·哈西娜·瓦吉德（羅馬化：Śēkh Hāsinā Ōẏājēd；1947年9月28日—），孟加拉国政治人物、第10任孟加拉国总理。其父谢赫·穆吉布·拉赫曼為孟加拉国国父兼首任总统。

## 政治生涯
1975年8月15日，哈西娜其父穆吉布及其亲属15人在首都达卡被政变军人杀害，哈西娜当时在西德，倖免于难。1981年2月，她出任人民联盟主席，領導和艾尔沙德軍政府展開斗争。1996年首次贏得大選，出任孟加拉国总理，與卡莉达·齐亚的民族主義黨輪流執政。
哈西娜1996年當選孟加拉國總理後，撤銷當年赦免政變人員的法律，開始追究當年政變領導人的刑事責任。同年10月，穆吉布總統私人助手穆希特正式向法院提出起訴，經過兩年的審理，1998年，孟加拉國首都達卡一法庭判處15名參與殺害穆吉布‧拉赫曼事件的青年軍官死刑。2001年，孟加拉國高等法院宣布裁決結果，判處其中12人死刑、3人無罪。5名在押凶手2007年向最高法院提出上訴，2009年11月19日，孟加拉国最高法院做出裁决，维持对参与谋杀穆吉布的5名前军人的死刑原判。當時這12名凶手中，有5人在押，6人在逃，1人已經死亡。2010年1月28日凌晨，位於孟加拉國首都達卡的中央監獄對殺害國父穆吉布的5名在押兇手執行絞刑。
2006年，在齊亞的任期結束後，任期達兩年的看守政府成立。2008年12月29日举行的议会大选中，哈西娜率领的人民联盟取得压倒性胜利，再次获得组阁权。2014年，哈西娜在齊亞的民族主義黨抵制參與大選的情況下取得压倒性胜利，再次获得组阁权。2018年12月30日，哈西娜在選舉以嬴取壓倒性多數國會議席連任，而大選被反對黨以及人權觀察、《紐約時報》等國際媒體或機構批評為「荒謬」，指哈西娜領導的政府創造對在野黨極不利的環境來確保執政權。
2018年，哈西娜政府通过了备受争议的《2018年数字安全法案》，根据该法案，任何被政府认为在互联网或其他媒体上發佈的不恰当的批评都可能被判监禁，警方被赋予权力，在怀疑公民触犯《数字安全法》的情况下，无需搜查令即可搜查任何人或任何场所。该法案在孟加拉国内外都遭到严厉批评，被指鉗制人民的言论自由，并破坏了孟加拉国的新闻自由。
2021年7月，哈西娜被无国界记者宣布為2021年的新聞自由掠奪者之一，與時任香港特別行政區行政長官林鄭月娥同時成為首批被列在名單上的國家或地區女性領導人。

### 民眾示威與下台
2024年7月，孟加拉國內因公職配額問題而爆發示威。哈西娜称抗议者的祖辈就是在她父亲赢得的独立战争中背叛了孟加拉国的那群人，这一言论彻底激怒了学生。她派出其政党下属的青年组织来攻击曾经和平的抗议者，並派出了警察、军队以及反恐部队——快速行动营对抗议人群进行镇压。在同月下旬的数场衝突中，導致了300名抗議者死亡、20,000多人受伤、10,000多人遭到监禁。政府关闭了互联网服务并实行宵禁。最终，最高法院同意改革配额制度。該抗議隨後演變成爲要求哈西娜下臺的運動。
2024年8月5日，迫于示威者的压力，哈西娜宣佈辭去總理職務並乘坐直升机离开达卡逃至印度特里普拉邦阿加爾塔拉，之後又逃到德里附近。
2024年8月22日，哈西娜及部分國會議員的外交護照被臨時政府註銷。

## 外部連結
- 谢赫·哈西娜在互联网电影资料库（IMDb）上的資料（英文）
- . Prime Minister's Office.   [2024-08-10]. （原始内容存档于2024-07-12） （孟加拉语）.